# Trung tâm nghiên cứu và chế tạo Khrunichev
Trung tâm nghiên cứu và chế tạo Khrunichev (Krunichev State Research and Production Space Center) (tiếng Nga: ГКНПЦ им. М. В. Хру́ничева) là một công ty chuyên sản xuất chế tạo tàu vũ trụ và phương tiện phóng tàu vũ trụ có trụ sở tại Moscow. Công ty là nơi phát triển và chế tạo các tên lửa đẩy Proton và Rokot, và các module trên trạm vũ trụ Mir và trạm vũ trụ quốc tế ISS.
Lịch sử của công ty bắt đầu từ năm 1916, khi công ty khởi đầu là một nhà máy sản xuất ô tô ngoại ô Moskva. Trong chiến tranh thế giới II, nhà máy đã chuyển sang sản xuất máy bay, bao gồm máy bay ném bom Ilyushin Il-4 và Tupolev Tu-2. Viện thiết kế OKB-23 được thành lập trực thuộc nhà máy từ năm 1951. Vào năm 1959, công ty bắt đầu phát triển tên lửa đạn đạo liên lục địa, sau đó là tàu vũ trụ và tên lửa đẩy. Công ty đã thiết kế và sản xuất các trạm không gian của Liên Xô, bao gồm Mir.
Viện thiết kế OKB-23 được đổi tên thành Salyut Design Bureau, và trở thành một công ty độc lập kể từ năm 1988. Năm 1993, Nhà máy Khrunichev và Viện thiết kế Salyut hợp nhất để trở thành Khrunichev State Research and Production Space Center. Vào những năm 1990s, công ty tham gia liên doanh International Launch Services để tiến hành phóng tên lửa đẩy Proton phục vụ mục đích thương mại. Khrunichev sau đó đã trở thành một nhà cung cấp dịch vụ phóng vệ tinh quốc tế.
Công ty chiếm thị phần 30% thị trường dịch vụ phóng vệ tinh quốc tế vào năm 2010 doanh thu từ dịch vụ phóng vệ tinh quốc tế vào năm 2009 đạt 584 triệu đô la. Tên công ty đặt theo tên Bộ trưởng Liên Xô Mikhail Khrunichev.
Tổng số nhân viên hiện nay của công ty là 43.500 người.

## Lịch sử ra đời

### Khởi đầu

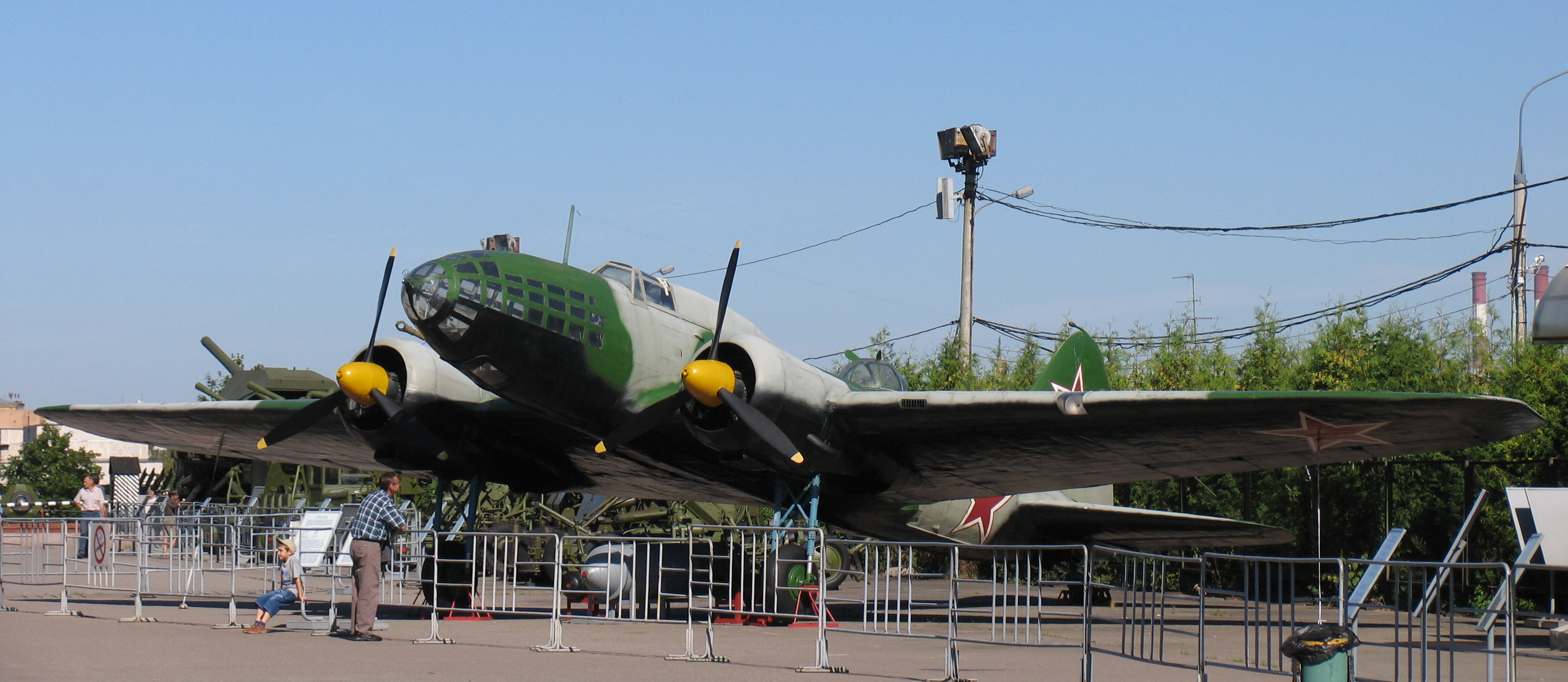
Ilyushin-4

Lịch sử của Trung tâm nghiên cứu chế tạo Khrunichev bắt đầu từ tháng 4 năm 1916, là ngày ra đời của Nhà máy chế tạo ô tô "Russo-Balt" số 2 đặt tại ngoại ô Moscow. Chiếc xe ô tô đầu tiên được chế tạo tại Nhà máy vào năm 1922, mang thương hiệu Russo-Balt. Sau đó nhà máy chuyển sang chế tạo Ju-20 và Ju-21 cho công ty hàng không Junkers của Đức. Nhà máy sau đó chuyển sang phát triển máy bay cho ngành hàng không trong nước. Trong chiến tranh thế giới 2 Nhà máy đã chế tạo các máy bay ném bom Ilyushin Il-4 và Tu-2. Nhà máy sau đó đổi tên thành Nhà máy chế tạo máy Khrunichev.

### Thời Liên Xô
Năm 1951 the Viện thiết kế thực nghiệm số 23 (OKB-23), đứng đầu là V. Myasishchev được thành lập và trực thuộc Nhà máy Khrunichev. Đầu những năm 1950s, OKB-23 đã thiết kế các máy bay ném bom Myasishchev M-4, Myasishchev M-50 và Myasishchev M-52, cùng nhiều loại máy bay khác. Nhà máy chế tạo Khrunichev đảm nhiệm chế tạo các thiết kế của viện thiết kế OKB-23.
Năm 1959, công ty Khrunichev thay đổi từ chế tạo máy bay sang chế tạo tên lửa theo yêu cầu của chính phủ. Vào những năm 1960s, Khrunichev và OKB-23 trực thuộc viện thiết kế OKB-52 của Vladimir Chelomey (về sau là TsKBM, hiện nay là NPO Mashinostroyeniya).
Dưới sự lãnh đạo của OKB-52, OKB-23 bắt đầu thiết kế tên lửa đạn đạo. Thiết kế đầu tiên của Viện là ICBM UR-200, nhưng không được đưa vào sản xuất, sau đó là dòng tên lửa ICBM UR-100 rất thành công. Năm 1962, việc phát triển tên lửa ICBM siêu nặng UR-500 được bắt đầu triển khai. ICBM UR-500 đã dẫn đến tên lửa đẩy Proton vào năm 1964. Tên lửa đẩy Proton được phóng lần đầu vào ngày 16 tháng 7 năm 1965.
Năm 1966 OKB-52 được đổi tên thành Viện thiết kế chế tạo máy trung ương (TsKBM), và OKB-23 trở thành phân viện Fili của TsKBM. Nó tách khỏi TsKBM vào cuối những năm 1970s, và đổi tên thành Viện thiết kế Salyut hay KB Salyut. Vào giai đoạn 1981–1988, KB Salyut trực thuộc Tập đoàn tên lửa vũ trụ Energia, và trở thành một viện thiết kế độc lập từ năm 1988. Viện thiết kế Salyut luôn giữ mối liên hệ chặt chẽ với Nhà máy chế tạo máy Khrunichev trong suốt khoảng thời gian này.
KB Salyut và Nhà máy Khrunichev chịu trachcs nhiệm thiết kế và sản xuất các trạm vũ trụ của Liên Xô, bao gồm Salyut, Almaz và Mir, cũng như các module hạng nặng khác cho 3 trạm vũ trụ kể trên.

### Trước năm 1991

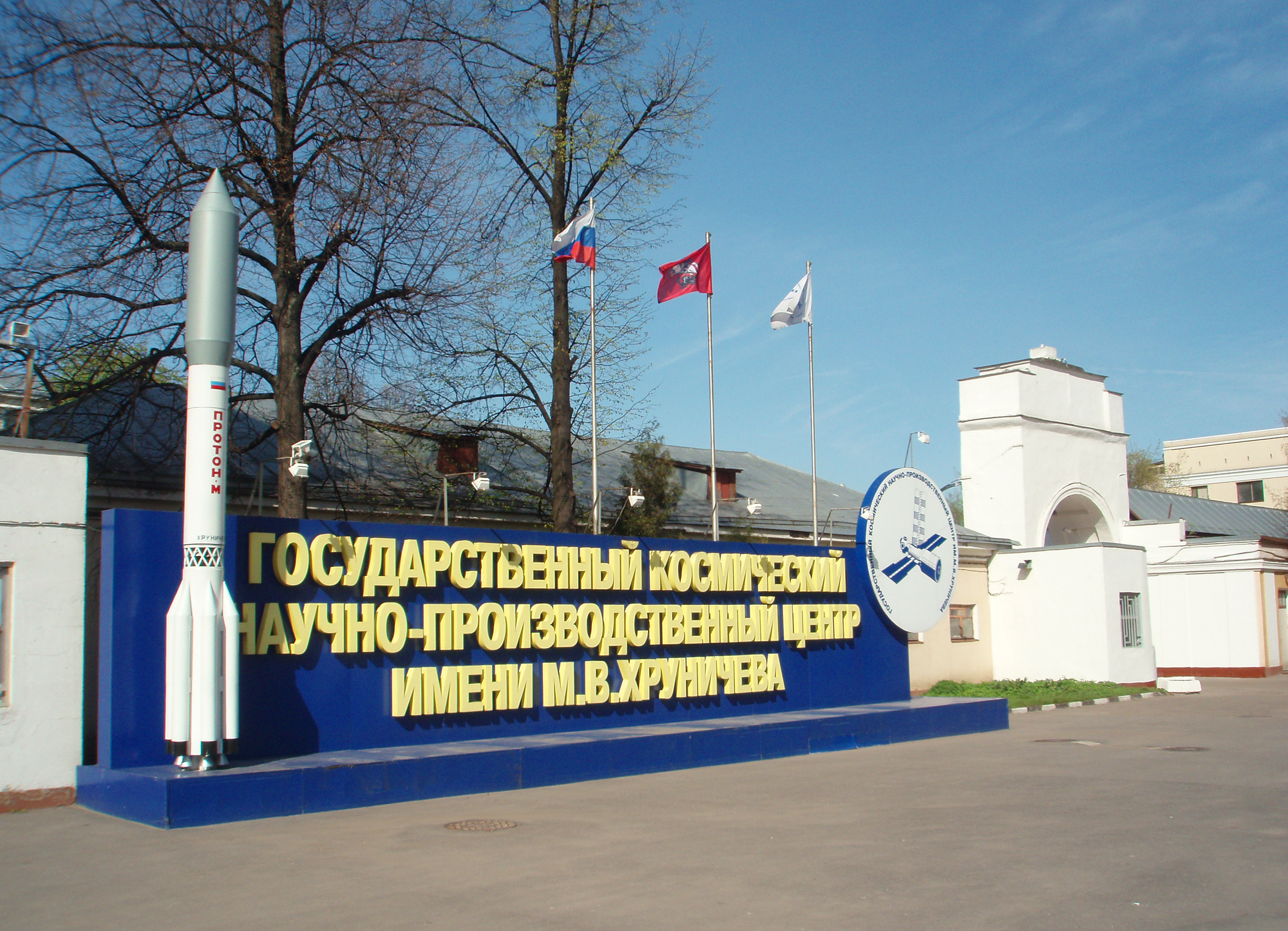
Lối vào Trung tâm Nghiên cứu và chế tạo Khrunichev, Moscow

Sự tan rã của Liên Bang Xô Viết đã ảnh hưởng nặng nề đến ngành công nghiệp Vũ trụ của Nga. Trong những năm 1989–1999, vốn đầu tư cho các chương trình không gian đã giảm 88% và các chuỗi hợp tác sản xuất được thiết lập tan rã. Cả Nhà máy Khrunichev và Viện thiết kế Salyut, nay đã tách ra độc lập, cố gắng khắc phục tình hình bằng cách tìm kiếm các thị trường tiêm năng ở nước ngoài. Salyut đã giành được hợp đồng sản xuất tên lửa đẩy 12KRB cho tên lửa GSLV của Ấn Độ và đạt được thỏa thuận với Daimler Benz Aerospace để phát triển một khoang hồi quyển có thể thu hồi được sử dụng cho các thí nghiệm trong dự án Đức-Nhật Express..
Vào thời điểm này, tên lửa đẩy Proton đã trở thành sản phẩm mang lại nhiều lợi nhuận nhất cho cả hai công ty. Nhà máy Khrunichev đã ký một hợp đồng trị giá 156 triệu đô la để phóng 21 vệ tinh Iridium bằng ba tên lửa Proton-K vào năm 1997–1998. KB Salyut trong khi đó chỉ ký được một hợp đồng phóng vệ tinh Inmarsat-3 F bằng tên lửa đẩy Proton-K với mức giá là 36 triệu USD. Cả hai công ty đều cố gắng hợp tác với các công ty nước ngoài để phóng thương mại tên lửa Proton.
Tình trạng hai công ty, phòng thiết kế và nhà máy, cạnh tranh với nhau để bán cùng một sản phẩm chứng tỏ có vấn đề. Để giải quyết vấn đề này, vào ngày 7 tháng 6 năm 1993, Tổng thống Nga Boris Yeltsin đã ban hành sắc lệnh hợp nhất Khrunichev và Salyut, thành lập công ty Trung tâm nghiên cứu và chế tạo Khrunichev. Công ty mới thành lập đặc biệt ở chỗ nó không trực thuộc bất kỳ bộ nào hoặc Cơ quan Vũ trụ Liên Bang Nga.

### Thành công trên thị trường phóng vệ tinh thương mại
Ngày 15 tháng 4 năm 1993 Khrunichev tham gia liên doanh Lockheed-Khrunichev-Energia với công ty Lockheed của Mỹ, và vào năm 1995, do sự hợp nhất của Lockheed và Martin Marietta, nó được chuyển đổi thành International Launch Services (ILS). Liên doanh này tiếp thị cả tên lửa đẩy Proton của Nga và tên lửa đẩy Atlas của Mỹ cho dịch vụ phóng vệ tinh. Người Mỹ cho phép giới thiệu tên lửa Proton trên thị trường quốc tế, nhưng đưa ra hạn ngạch, vì mức giá cho tên lửa đẩy của Nga là rẻ hơn của Mỹ nhiều. Dù vậy, tên lửa đẩy Proton rất thành công và tính đến cuối năm 2000 tổng giá trị hợp đồng đã đạt hơn 1,5 tỷ USD.
Thu nhập từ các hợp đồng phóng thương mại và các khoản đầu tư từ Lockheed cho phép Khrunichev tiến hành nâng cấp nghiêm túc các cơ sở của mình. Điều này bao gồm việc nâng cấp các cơ sở phóng tên lửa đẩy của công ty ở Baikonur, với số tiền hàng trăm triệu đô la đã được đầu tư. Thu nhập từ thương mại cũng cho phép công ty tự phát triển các phương tiện phóng mới, tên lửa đẩy và tàu vũ trụ mà không cần sự hỗ trợ của chính phủ. Kể từ khi thành lập, International Launch Services đã ký hợp đồng cho hơn 100 lần phóng trị giá hơn 8 tỷ đô la.
Năm 1998, Khrunichev trực thuộc Cơ quan Vũ trụ Nga, khi đó được gọi là Rosaviakosmos.
Một bất lợi cho Trung tâm Khrunichev là tầng đẩy Blok DM, được sử dụng trên tên lửa Proton, vốn được sản xuất bởi công ty RSC Energia và Khrunichev phải trả 40% doanh thu cho việc sử dụng tầng đẩy này. Vì vậy vào giai đoạn 1996–1998, Khrunichev bắt đầu phát triển tầng đẩy tên lửa của riêng mình: Briz-KM. Một phần vì khó khăn về kinh phí, quá trình phát triển diễn ra chậm chạp và Briz-KM đã trải qua một số thất bại ban đầu. Sau sự cố ở tầng đẩy Briz-M khiến vệ tinh AMC-14 không thể tiếp cận quỹ đạo, các kỹ sư đã tiến hành nhiều điều chỉnh trên tầng đẩy này.

### Chương trình tích hợp
Vào những năm 2000s, Khrunichev đã cố gắng sáp nhập một số công ty chuyên sản xuất các bộ phận cho tên lửa đẩy của Khrunichev, để có thể quản lý thống nhất, những công ty này bao gồm:
- PO Polyot, công ty chuyên chế tạo tên lửa đặt tại Omsk
- Proton-PM, công ty chuyên chế tạo động cơ đặt tại Perm
- Nhà máy cơ khí Voronezh, chế tạo động cơ cho tầng 2, 3 của tên lửa Proton, tầng 3 tên lửa Soyuz và tầng đẩy mang tải trọng của tên lửa đẩy Zenit
- KBKhM, chế tạo động cơ cho tầng đẩy mang tải trọng Breeze, trụ sở tại Korolyov
- KBKhA, công ty thiết kế chế tạo động cơ tên lửa, trụ sở tại Voronezh

Đến năm 2010, việc tích hợp các công ty kể trên về công ty mẹ là Khrunichev đã tăng tỉ lệ sản xuất nội bộ tên lửa Proton và tầng đẩy Breeze từ 30% lên 65% xét về giá trị.

## Cấu trúc
Các công ty thuộc Trung tâm nghiên cứu và chế tạo Khrunichev bao gồm:
- Viện thiết kế Salyut
- Space Rocket Plant
- Space Hardware Operation Plant (ZERKT)
- Armatura Design Bureau
- Khrunichev Telecom
- Space Systems Research and Development Institute
- Medical Equipment and Consumer Goods Division
- Voronezh Mechanical Plant
- Polyot Production Corporation
- Isayev Chemical Engineering Design Bureau
- Ust-Katav Carriage Plant Named for S.M. Kirov (UKVZ)

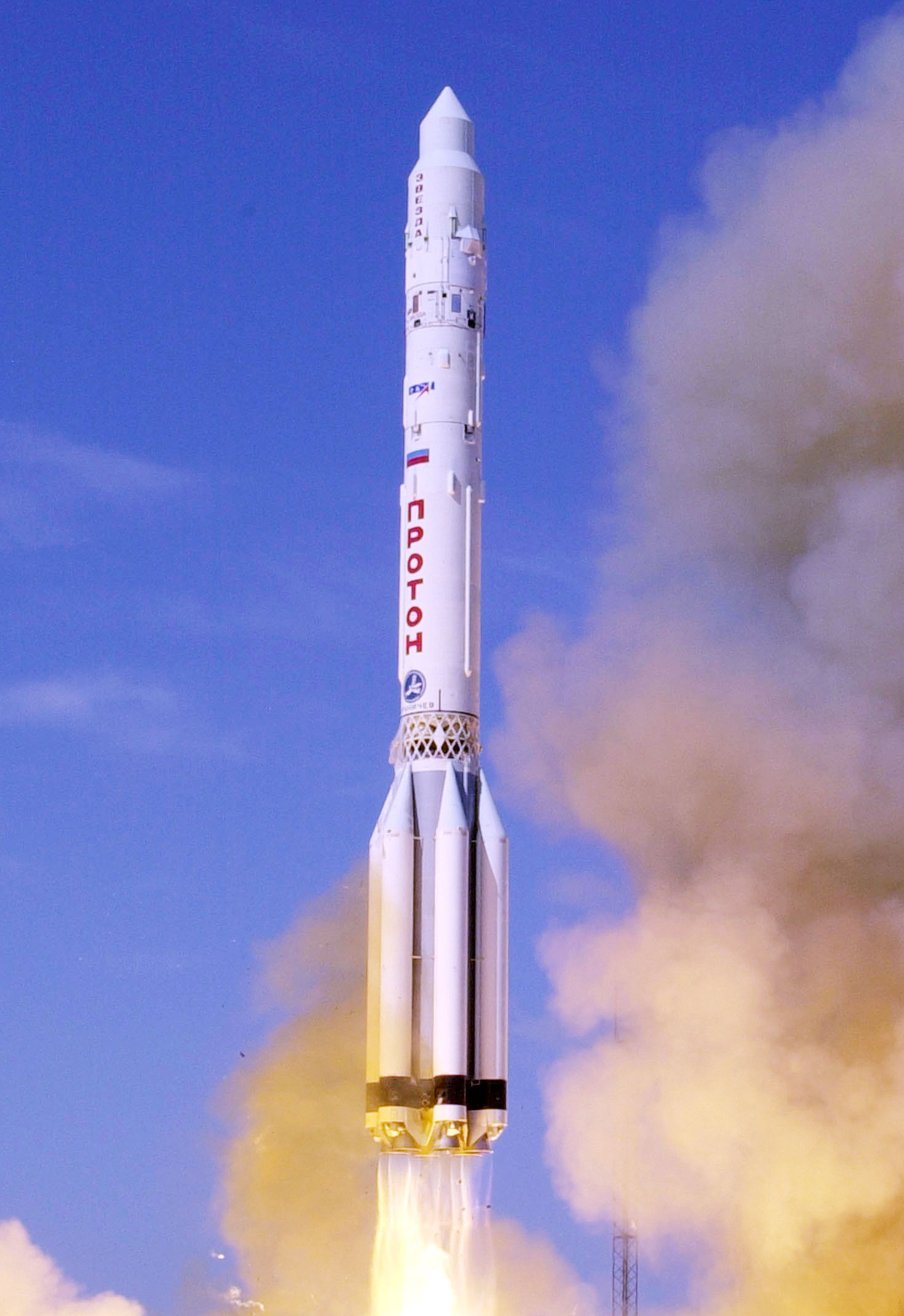
Proton (họ tên lửa) được sản xuất bởi Khrunichev

## Danh sách sản phẩm
- Angara
- Briz-M
- Universal Rocket
  - UR-100
  - UR-100N
    - Rokot
    - Strela

  - UR-200
  - UR-500 – dòng tên lửa đẩy Proton
    - Proton-K
    - Proton-M